# 我秀中国
我秀中国是由公司在2012年12月13日推出的一種街景地图服务。对于该服务所覆盖的地区，用户可以觀看到所選擇城市街道的高清全景图像。截至2013年10月21日，我秀中国共覆盖100个城市和地区。
- “我秀中国”秒杀谷歌街景 7大受益股解析